# Битва при Кошереле
Битва при Кошере́ле (фр. bataille de Cocherel) — битва между французским войском под командованием Бертрана дю Геклена и наваррско-английским войском под командованием Жана III де Грайи, капталя де Бюш, считающаяся частью Столетней войны. К 1364 году Франция и Англия официально находились в состоянии мира, однако война против Карла II Наваррского (владевшего также землями в Нормандии) была для французского короля фактически усмирением мятежного вассала, причём на стороне наваррцев сражались отдельные отряды англичан и рыцарей из английской Аквитании. Битва завершилась решительной победой французов.

## Предыстория
Дофин Карл (будущий король Карл V Мудрый) унаследовал от своего отца, попавшего в английский плен, катастрофическую ситуацию: после ряда тяжелейших поражений Франция по мирному договору лишалась трети своей территории и обязывалась уплатить огромный выкуп. Вслед за прекращением боевых действий и роспуском армий французские владения наводнили наёмники, которые объединялись в банды и грабили местное население.
Король Наварры Карл II Злой, имевший определённые права на французскую и бургундскую короны и ранее уже воевавший против французов, был возмущён отказом в передаче ему Бургундии после смерти его кузена, бездетного герцога Филиппа I, и разработал план захвата власти. Жан III де Грайи был женихом сестры Карла Злого и должен был возглавить его армию, направлявшуюся в Нормандию. Однако планы наваррского короля стали известны, и дофин нанёс упреждающий удар: французские войска осадили и захватили ряд нормандских крепостей ещё до подхода основных сил противника. Собиравший «отовсюду, где только мог.., латников и простых солдат» в Эврё Жан III де Грайи двинулся против французов, не зная точно, где именно находятся войска дофина. Обе армии искали встречи с врагом и благодаря сообщениям встреченных по дороге герольдов и действиям своих разведчиков наконец обнаружили друг друга.

## Расстановка сил

### Французское войско
Французское войско насчитывало до 3000 человек, в том числе бретонцев, нормандцев, пикардийцев, выходцев из Иль-де-Франса, бургундцев, гасконцев, а также наёмников. Все рыцари сражались спешенными. Французы построились тремя отрядами с арьергардом, причём в их расположении «развевалось огромное множество знамён и вымпелов, и казалось, что их лишь вполовину меньше, чем самих воинов». Первый отряд, который возглавлял Бертран дю Геклен, состоял из бретонцев, в том числе его двоюродного племянника Оливье де Мони; он стоял фронтом против отряда капталя. Вторым, составленным из нормандцев, пикардийцев и уроженцев других провинций, командовал Жан III де Шалон-Осер. С ним, в качестве его советников, находились виконт де Бомон и Бодуэн де Ланс, великий магистр арбалетчиков. Третий отряд под командованием Арно де Серволя по прозвищу Архипресвитер включал бургундцев; в его составе сражались Жан де Вьен, Луи I де Шалон-Арле, Арно Аманье IX д’Альбре и другие. Этот отряд выстроился напротив воинов бастарда де Марёй. Арьергард состоял полностью из гасконцев.

### Наваррско-английское войско
Силы противников французов, расположившиеся на холме, включали до 5000 человек: 700 «копий» (около 4200 человек), около 300 лучников и 500 наёмников, в том числе нормандцев, гасконцев, чьим сеньором был капталь де Бюш, и англичан. Согласно же «Нормандской хронике», у капталя было всего 1000 гасконцев, «наваррских воинов и англичан», а по рифмованной хронике Кювелье — 1300 человек. Фландрская хроника сообщает, что войска капталя насчитывали около 3000 человек. В некоторых источниках «700 копий» интерпретируется как «700 копейщиков».
Как и у противника, все рыцари сражались спешенными, а войско построилось тремя отрядами, «отослав свой обоз со слугами в лес». «Первым отрядом из англичан, который состоял из латников и лучников» командовал английский рыцарь сэр Джон Джуэл, «очень компетентный и опытный человек в своём деле». Незадолго перед этим он защищал от войск дю Геклена крепость Рольбуаз. В составе второго под командованием самого Жана III де Грайи было около 400 латников. Третий, также включавший 400 латников, был под началом бастарда де Марёй и других рыцарей. Для охраны штандарта командующего (точка сбора войск), установленного около колючего кустарника, было выделено 60 человек.

## Ход битвы
Согласно «Хроникам» Жана Фруассара, гасконские рыцари, сражавшиеся на стороне Франции, на совете перед битвой решили атаковать штандарт капталя, а его самого захватить в плен, отрядив для этого 30 лучших воинов на лучших конях, и таким образом вызвать панику у врага. Впрочем, комментаторы Фруассара ставят этот рассказ под сомнение, полагая, что он был придуман гасконцами задним числом. Самым высоким по положению среди французов был Жан III де Шалон-Осер, поэтому предполагалось, что именно он поведёт войско в битву. Однако граф, сославшись на недостаток опыта, отказался от командования, после чего все командиры «единодушно» выбрали Бертрана дю Геклена, «лучшего рыцаря во всём войске, который участвовал в великом множестве сражений и который лучше всех знает военное дело», а боевым кличем было избрано «Нотр-Дам Геклен!» («Богоматерь Гекленская!»).
Наваррцы и англичане стояли на сильной позиции на холме, поэтому среди французов, которые страдали в строю от жары и жажды, возникли сильные разногласия, стоит ли их атаковать. При войске Жана III де Грайи было несколько пленных рыцарей и оруженосцев из Нормандии, которым позволялось под честное слово, что они не поднимут оружия за французов, свободно ходить и разъезжать верхом. Они подъехали к французским позициям и сообщили, что противник ожидает на следующий день большое подкрепление: не менее 400 «копий» под командованием Людовика Наваррского. После повторного военного совета дю Геклен решил спровоцировать наваррцев и англичан на атаку, сымитировав отступление: трубачи затрубили отход, слуги, обозники и конюхи на виду у врага двинулись по мосту через реку в свой лагерь, а за ними последовали и воины, но очень медленно.
Джон Джуэл, который «страстно желал сразиться с французами», стал призывать капталя атаковать, однако последний заподозрил «злой умысел» в действиях противника. Тогда Джуэл, шедший в бой в бацинете c надписью «Кто возьмёт в плен Джона, тот получит сто тысяч франков», стал вместе со своим отрядом спускаться с холма, не дожидаясь приказа командующего. После некоторой задержки капталь, чтобы не допустить разгрома своего войска по частям, вынужден был последовать за ним. Французы приостановили отход и, дождавшись, когда враг спустится с холма, сами перешли в атаку. Наваррцы и англичане использовали боевой клич «Святой Георгий!». Гасконцы сошлись в бою со своими соотечественниками. Арно де Серволь уклонился от участия в битве под предлогом того, что не может выступать с оружием в руках против некоторых рыцарей из вражеского стана, однако своё знамя и свой отряд он оставил на поле боя.
Когда наваррцы и англичане приблизились к противнику, они открыли в своих рядах проходы для лучников, которые до этого находились позади. Однако те смогли нанести французам лишь незначительный урон, и оба войска быстро сошлись в рукопашной схватке. Тридцати воинам, предназначенным для атаки на капталя, удалось к нему пробиться. Жан III де Грайи мужественно защищался секирой, однако был окружён и взят в плен, после чего в бою за его знамя сошлись многие видные рыцари с обеих сторон (здесь погиб бастард де Марёй). Знамя капталя было захвачено, разодрано и проволочено по земле гасконцами. Некоторые источники упоминают о решившей исход битвы фланговой атаке двухсот бретонских конных латников, которых дю Геклен укрыл в лесу.
Сэр Джон Джуэл получил несколько тяжёлых ранений, в том числе в голову, и был взят в плен бретонским оруженосцем на службе у Бертрана дю Геклена, но умер от ран в течение дня. Поле боя осталось за французами. С обеих сторон погибло несколько знатных рыцарей, а у наваррцев многие были захвачены в плен. Потери убитыми оцениваются в 800 у наваррцев и англичан и только 40 у французов. Воины, захватившие капталя, нигде не останавливаясь, доставили его в замок Вернона. Уже после окончания битвы к полю боя прибыло подкрепление наваррцев из Конша в составе 50 «копий» под командованием Ги де Гравилля, однако, узнав о победе французов, быстро ретировалось. На следующее утро французы снялись с лагеря и двинулись в Руан, где оставили часть пленных.

## Последствия
Вскоре после победы, 19 мая 1364 года, Карл V короновался в Реймсском соборе. Карл Злой подписал в марте 1365 года Памплонский договор, по которому он отказывался от притязаний на французский престол. В марте 1365 года по Авиньонскому договору французский и наваррский короли договорились об обмене: Карл Злой отдавал свои нормандские владения в долине Сены (Мант, Мёлан и графство Лонгвиль), взамен получая город и сеньорию Монпелье. Графство Лонгвиль король передал Бертрану дю Геклену.
Жан III де Грайи «был доставлен пленником в Париж и по ходатайству сеньора д'Альбре получил свободу под честное слово»; он также помог Арно де Серволю «получить прощение от короля, также как и от французских рыцарей, которые говорили о нём очень скверно». Менее чем через три года он снова сойдётся на поле боя (в качестве командира одного из отрядов) с Бертраном дю Гекленом, и на этот раз в плену окажется уже будущий коннетабль Франции.
Карл V ознаменовал свою коронацию актом, предвещавшим конец феодальных войн и противоречившим неписаным правилам эпохи. Пленникам-французам — гасконцев к ним не причисляли — отказали в праве освобождения за выкуп. Они были казнены как предатели. Таким образом, рыцарям было отказано в праве на «частную войну», которая в данном случае рассматривалась как война против суверена.

## Память о битве и отражение в культуре
- В коммуне Арданкур-Кошерель (департамент Эр) возведён обелиск в честь Бертрана дю Геклена.
- Улица в городе Вернон носит название rue de la Bataille de Cocherel.
- Картина Ш.-Ф.-О. Ларивьера «Битва при Кошереле, 16 мая 1364 года» (1839).
- Битва описана в романе Ж.-Ф. Намьяса[фр.] «Дитя Всех святых. Перстень со львом» (1994).

### Первичные источники
- Фруассар, Жан. Глава 221—223 // Хроники Англии, Франции, Испании и соседних стран = Des Croniques de France, Dangleterre, Descoce, Despaigne, de Bretaigne, de Gascongne, de Flandres Et lieux circunvoisins / Перевод Д. Н. Ракова. — Публикация на сайте «Восточная литература», 2009.

### Вторичные источники
- Фавье, Жан. Кошерель // Столетняя война = La Guerre de Cent Ans / Перевод М. Ю. Некрасова. — СПб.: Евразия, 2009. — 656 с. — (Clio). — 3000 экз. — ISBN 978-5-91852-004-8.
- Харботл, Томас. Кошерель // Битвы мировой истории = Dictionary of Battles. — М.: Внешсигма, 1993. — 576 с. — 38 000 экз. — ISBN 5-8629-19-5.
- Castex, Jean-Claude. Répertoire des combats franco-anglais de la Guerre de Cent Ans (1337—1453) (фр.). — Vancouver: Les Éditions du Phare-Ouest, 2012. — P. 135—140. — 384 p. — ISBN 978-2-921-66809-5.
- Wagner, John A. Encyclopedia of the Hundred Years War (англ.). — Greenwood Press, 2006. — P. 102—103. — 374 p. — ISBN 0-313-32736-X.